# 南陽府

河南省の南陽府の位置（1820年）

南陽府（なんようふ）は、中国にかつて存在した府。元代から民国初年にかけて、現在の河南省南陽市一帯に設置された。

## 概要
1271年（至元8年）、元により申州が南陽府に昇格した。南陽府は河南江北等処行中書省に属し、南陽・鎮平の2県と鄧州に属する穣・内郷・新野の3県と唐州に属する泌陽県と嵩州に属する盧氏県と汝州に属する梁・魯山・郟の3県と裕州に属する方城・葉・舞陽の3県、合わせて5州13県を管轄した。
明のとき、南陽府は河南省に属し、直属の南陽・鎮平・唐・泌陽・桐柏・南召の6県と鄧州に属する内郷・新野・淅川の3県と裕州に属する舞陽・葉の2県、合わせて2州11県を管轄した。
清のとき、南陽府は河南省に属し、南陽・鎮平・唐・泌陽・桐柏・南召・内郷・新野・舞陽・葉・鄧州・裕州の2州10県を管轄した。
1913年、中華民国により南陽府は廃止された。